# E68
E68 eller Europaväg 68 är en 510 km lång europaväg som börjar i Szeged i Ungern och slutar i Brașov i Rumänien.

## Sträckning
Szeged - (gräns Ungern-Rumänien) - Arad - Deva - Sibiu - Brașov

## Standard
E68 är till stora delar utbyggd till motorväg.

## Anslutningar
| - E75 - E81 gemensam sträcka |  | - E60 - E574 |